# École pour l’informatique et les nouvelles technologies
École pour l'informatique et les nouvelles technologies (EPITECH), także European Institute of Information Technology – francuska wyższa szkoła techniczna kształcąca w zakresie informatyki i elektroniki. 
Szkoła powstała w 1999 i jest członkiem IONIS Education Group.